# Kostel Nanebevzetí Panny Marie (Staré Sedlo)
Kostel Nanebevzetí Panny Marie je dominantou, umístěnou ve středu obce Staré Sedlo. Do objektu je přístup možný vchodem, který je umístěn blízko od položené silnice. Kostel s přilehlým hřbitovem je vystavěn ve Starém Sedle. Ves připadla pod správu kladrubského kláštera v roce 1250. Východně od kostela se ve 14. století údajně nacházela rezidence, která byla sídlem stříbrských magdalenitek. V 15. století sídlo i s kostelem patřilo do majetku jedné z větví mocného pohraničního rodu Švamberků.

## Stavební fáze
Kolem roku 1300 nechal klášter Kladruby postavit kostel Nanebevzetí Panny Marie ve vesnici Staré Sedlo. Šlo o jednolodní kostel s presbytářem, k němuž byla brzy připojena sakristie, která nejprve sloužila jako boční kaple. K této části kostela byla později dostavěna i jižní věž. Dále vznikla gotická přístavba na severu, kde byla postavena kaple sv. Kateřiny se švamberskou pohřební hrobkou. Kostel následně prošel barokními přestavbami, které se mimo jiné týkaly prodloužení presbytáře a pravděpodobně i prodloužení kostelní lodi.

## Stavební podoba
Jedná se o jednolodní kostel s presbytářem zaklenutým křížovou žebrovou klenbou a polygonálním závěrem, kde byla použita paprsčitá žebrová klenba. Nacházela se zde gotická okna, která jsou dnes zazděná. Na samotný presbytář navazuje barokně přestavěná loď kostela s konvexně zvlněnými emporami a kruchtou, ze které dále ústí čtvercová vstupní předsíň. Po severní straně presbyteria se rozkládá kaple sv. Kateřiny, která je také zaklenuta křížovou žebrovou klenbou, ale tato žebra jsou o poznání subtilnější než v presbytáři. Na jižní stranu presbyteria navazuje sakristie a hranolovitá věž. Podélný prostor sakristie byl rozvržením zaklenut podobně jako v presbytáři, ale navíc byl mezi tato pole vložen klenební pás, který kromě nosné funkce navazuje a vyvádí obvodovou zeď. Tato zeď následně obíhá kolem kostelního hřbitova. I zde v sakristijním závěru se nacházejí původní gotická okna, která jsou zazděná.